# Det Romerske Kongeriges fald
Det Romerske Kongeriges fald var en begivenhed i antikkens Rom, der fandt sted mellem det 6. og 5. århundrede f.Kr., hvor en politisk revolution erstattede det daværende Romerske Kongerige under den romerske konge Lucius Tarquinius Superbus med den Romerske Republik. Detaljerne om begivenheden var i vid udstrækning glemt af romerne nogle få århundreder senere. Senere romerske historikere præsenterede en fortælling om begivenhederne – traditionelt dateret til ca. 509 f.Kr. – men fortællingen menes i vid udstrækning at være fiktivt af moderne historikere.
Den traditionelle beretning skildrer en dynastisk kamp, hvor kongens anden søn, Sextus Tarquinius, voldtager en adelig kvinde, Lucretia. Efter hun afslørede angrebet overfor nogle romerske adelsmænd, begår hun selvmord. De romerske adelsmænd – ledet af Lucius Junius Brutus – opnår støtte fra det romerske aristokrati og folket til at fordrive kongen og hans familie og skabe en republik. Den romerske hær – der støtter Brutus – tvinger kongen i eksil. På trods af en række forsøg fra Lucius Tarquinius Superbus på at genindføre monarkiet, lykkes det for det romerske folk at etablere en republik. Herefter blev der valgt to konsuler årligt til at regere byen.
Mange moderne forskere afviser denne fortælling som fiktiv. Der findes dog ikke noget konkret bevis for eller imod det. Forskellige forskere har afvist aspekter af den traditionelle historie – lige fra fortællingens hovedpersoner til hvorvidt kongens fald overhovedet fandt sted.

## Kronologi
Forskere og kilder fra antikken er selv uenige om, hvornår monarkiet blev væltet, og hvor gammel den resulterende republik var. Den mest kendte dato for oprettelsen af den Romerske Republik – og derfor fordrivelsen af kongerne – er 509 f.Kr. Den specifikke datering til 509 f.Kr. udspringer af den varronske kronologi, sammensat under den sene Romerske Republik af Marcus Terentius Varro og senere brugt af fastien Capitolini, som sandsynligvis – i den tidligere periode – løber fire år efter de faktiske datoer (dvs. Varronian år 344 svarer i virkeligheden til år 340 f.Kr.).
Den mest enkle måde hvorpå romerne kunne have udledt deres republiks alder på, var ved at have set på listen over konsuler. Her blev to konsuler valgt årligt, hvorfor man kan tælle antallet af konsulære par og derved regne sig frem til, at den Romerske Republik måtte havde eksisteret i så mange år, som dette svarede til. Fasti Capitolini – der er baseret på den varronske kronologi – går tilbage til 509 f.Kr. Livius' liste over konsuler antyder, at den Romerske Republik begyndt omkring 502-1 f.Kr. Selvfølgelig ville en sådan optælling have været afhængig af, at listerne over konsuler var nøjagtige. Senere historikere tilkendegiver lignede datoer for dannelsen af den Romerske Republik:
- I henhold til Dionysius af Halicarnassus, i det første år af den 68. Olympiade eller året Isagoras var eponymous archon i Athen (hvilket antyder 508-7 f.Kr.),[6]
- I henhold til Polybios, 28 år før Xerxes krydsede ind i Grækenland (hvilket antyder 508 f.Kr.),[7] eller
- I henhold til en folketælling fortaget i 389 eller 388 f.Kr., 119 år før dette (hvilket betyder 508 eller 507 f.Kr.),[8]

En yderligere beretning er givet af Gnæus Flavius, som hævdede, at hans tempel til Concordia blev indviet 204 år efter indvielsen af kapitol (Templet til Jupiter). Fordi hans tempel blev indviet i 303 f.Kr., antyder dette, at kapitol – som traditionelt anses for at være indviet i den Romerske Republiks første år – blev indviet i 507.
Moderne forskere er imidlertid skeptiske over for meget af denne traditionelle kronologi – særligt den, der er relateret til indvielsen af kapitol. Dette vedrører hovedsageligt debat om, hvorvidt de tidligste navne på den konsulære fasti er fabrikationer. Mange historikere har hævdet, at fasti er en upålidelig anakronisme fra den sene Romerske Republik. En klarlægning af dette er imidlertid vanskelig på grund af manglen på pålidelige kilder. Som historikeren Fred Drogula bemærker: "vi har ingen måde at bevise eller modbevise det meste af den information, der er indeholdt [i fasti]".

## Arv

### Politisk indflydelse
Lucius Junius Brutus formodede rolle i afskaffelsen af kongerne blev mindet af de senere romere med en statue på Kapitolhøjen – holdende et blodigt sværd – foran statuerne af Roms syv konger. Historien om hans rolle i forbindelse med afskaffelsen af kongerne blev også omtalt af offentligheden som en del af en kampagne for at overbevise én af hans efterkommere – Marcus Junius Brutus – om at organisere mordet på Julius Cæsar.
Ros af Brutus – både den, der fordrev kongerne og den, der dræbte Cæsar – var almindelig under den Franske Revolution. Navnet blev tilegnet som et eksempel på borgerlige republikanske dyder og statsborgerskab. Drenge og hele byer blev opkaldt efter Brutus. I henhold til Mona Ozouf, trak lederne af den franske revolution på "legendarisk oldtid... for at stige til niveauet af de begivenheder, som de levede". Samtidig underskrev forfatterne af The Federalist Papers i debatten om ratificeringen af, hvad der skulle blive USA's forfatning, med pseudonymet "Publius", der var en henvisning til Publius Valerius Poplicola i den liviske fortælling.

### I litteratur og kunst
I den antikke verden komponerede dramatikeren Lucius Accius en tragedie, der skildrede begivenhederne i forbindelse med den romerske konges fald, med titlen Brutus. Dette kombinerede elementer fra græsk mytologi og tragiske dramaer med den romerske historie.
Shakespeares 1594-digt, Lucrece, "nød enorm anerkendelse, da det først blev udgivet ... fortæller historien om Lucretia på melodramatisk snarere end fortællende måde". Hans skuespil Macbeth lånte også elementer fra de gamle historier om Tarquins fald: Attilio Mastrocinque hævder, at Macduff, Malcolm og Siward af Northumbria er modelleret og inspireret af Brutus, Lucretius, Collatinus og Poplicola. Nathaniel Lee, en engelsk dramatiker, dramatiserede historien om Lucretia og Tarquins fald i et skuespil fra det sene 17. århundrede, Lucius Junius Brutus.
Voltaire skrev et skuespil, Brutus (ca. 1730), der dramatiserer Lucius Junius Brutus' rolle i forbindelse med Tarquins fald, som – selvom det ikke umiddelbart lykkedes – blev enormt populær i 1790'erne under den Franske Revolution efter afskaffelsen af det franske monarki og oprettelsen af en republik. Thomas Babington Macaulay udgav også en poetisk fortælling om Tarquins fald i Lays of Ancient Rome, som "engang var yderst velkendt".
Lucretias død og Brutus' sønners død var også emner for mange neoklassiske malerier i slutningen af det 18. og det tidlige 19. århundrede.

### Galleri
- Jacques-Louis Davids maleri fra 1789 The Lictors Bring to Brutus the Bodies of His Sons, der forestiller Brutus, der overvejer sine sønners skæbne.
- Jacques-Antoine Beauforts skildring fra 1771 af Brutus' ed og Lucretias død
- Gavin Hamiltons 1763-64 skildring af Brutus' ed og Lucretias død

## Eksterne links
- Livius (1905) [1. århundrede e.Kr]. From the Founding of the City. Oversat af Roberts, Canon – via Wikisource.